# Sokoura (Mali)
Sokoura is een gemeente (commune) in de regio Mopti in Mali. De gemeente telt 38.600 inwoners (2009).